# Vorwahlkampf
Vorwahlkampf (Originaltitel: Primary) ist ein US-amerikanischer Direct-Cinema-Dokumentarfilm von 1960. Er handelt von der Präsidentschaftswahl 1960 in Wisconsin zwischen John F. Kennedy und Hubert H. Humphrey. 
Der Film von Produzent Robert Drew war ein Meilenstein für die Form des Direct Cinema. Vor allem durch die neuartige Verwendung von mobilem Filmequipment, konnten Richard Leacock und Albert Maysles die Kandidaten während des Wahlkampfs und der Wahl selbst auf Schritt und Tritt verfolgen und somit die wichtigen Geschehnisse aus nächster Nähe aufzeichnen. Durch die Möglichkeit, selbst das Material für Dokumentationen aufzuzeichnen und nicht Archivaufnahmen verwenden zu müssen, setzte der Film neue Maßstäbe.
1990 wurde der Film in das National Film Registry aufgenommen.